# Mandjelia fleckeri
Mandjelia fleckeri là một loài nhện trong họ Barychelidae. Loài này phân bố ờ Queensland.